# Brachyteles hypoxanthus
Muriqui du Nord
Espèce
Statut de conservation UICN

 CR A2cd : 
En danger critique
Statut CITES
Brachyteles hypoxanthus, le Muriqui du Nord, est une espèce de platyrhiniens de la famille des Atelidae et du genre Brachyteles. Endémique de la forêt atlantique à l'est du Brésil, l'espèce est considérée comme en danger critique d'extinction par l'Union internationale pour la conservation de la nature, qui l'a inscrite sur la liste des 100 espèces les plus menacées au monde en 2012. Selon la primatologue Karen Strier de l'université Wisconsin-Madison, il ne resterait qu'un millier d'individus au monde.

## Répartition et habitat

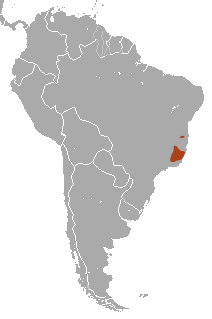
Répartition.

L'espèce est endémique des forêts atlantiques de l'Est du Brésil, dans les états de Minas Gerais, Espírito Santo et Bahia. Ils vivent dans les arbres en groupe de quelques dizaines d'individus. Leur longue silhouette fait 1,50 mètre du bout du bras au bout du pied pour un poids de 8 à 9 kg. La femelle donne naissance à un petit tous les trois ans après une gestation de 7 mois.

## Alimentation
Cette espèce est exclusivement herbivore. Elle se nourrit de feuilles, de fruits, d'écorce, de nectar et de graines. Elle se nourrit notamment des fruits de Margaritaria nobilis, Andira, Anadenanthera, Plathymenia foliolosa, Palicourea tetrapylla, Psychotria wamingii, Genipa americana, Carpotroche brasiliensis et des graines de Mabea fistulifera. Elle privilégie les feuilles jeunes aux feuilles matures.